# Nucli geniculat lateral
El nucli geniculat lateral (NGL) és un nucli de relleu de la via visual. Es tracta d'una regió que forma part del sistema nerviós central (SNC). Aquesta estructura rep la informació directament projectada per la retina a través de les vies visuals i, s'hi produeix la primera sinapsi entre les cèl·lules ganglionars i les cèl·lules geniculades, que transportaran la informació posteriorment fins a l'escorça cerebral.
Concretament, les neurones del NGL fan arribar la informació gràcies als seus axons fins a l'escorça visual primària (V1), situada en el lòbul occipital, per al seu futur processament.
Aquest nucli talàmic també rep moltes aferències extraretinianas, procedents d'àrees com l'escorça visual primària (V1).

## Estructura
El NGL es troba en tots dos hemisferis del cervell i, destaca per la seva forma de plec, d'aquí la seva denominació i, per la seva estructura laminar. Es compon de 6 capes: Les 2 capes magnocel·lulars, capes internes amb cèl·lules grans (1 i 2). I les altres 4, són conegudes com a parvocel·lulars, amb cèl·lules de grandària intermèdia o petita (3,4,5,6). D'aquestes sis capes principals, la 1 se situa en la zona més ventral i, per consegüent la 6 en la més dorsal.
Existeixen unes subcapes que se situen en una posició ventral a les altres dues capes principals, les cèl·lules de les quals són molt petites i conegudes com a capes coniocel·lulars.
Aquesta estructura estratificada s'organitza de manera que cada capa rep aferències d'un només ull, les capes 1,4 i 6 reben la informació de l'ull contralateral. Mentre que, per contra el restant de capes reben aferències de l'ull ipsilateral.
Encara que aquesta sigui l'estructura del NGL en humans i uns certs primats, cal destacar la variabilitat segons les diferents espècies d'aquesta regió del tàlem.

## Cèl·lules M, P, K
| Tipus                        | Mida                          | Tipus d'informació                   | Procedència de la informació         | Fotoreceptor | Ubicació                                      | Resposta             |
| ---------------------------- | ----------------------------- | ------------------------------------ | ------------------------------------ | ------------ | --------------------------------------------- | -------------------- |
| M: cèl·lules magnocel·lulars | Grans                         | Moviment, profunditat i localització | Cèl·lules ganglionars para-sol       | Bastons      | Capes 1 i 2: M1 i M2                          | Ràpida i transitòria |
| P: cèl·lules parvocel·lulars | Petites                       | Color (roig i verd) i forma          | Cèl·lules ganglionars nanes          | Cons         | Capes 3, 4, 5 i 6: P3, P4, P5 i P6            | Lenta i sostinguda   |
| K: cèl·lules coniocel·lulars | Cossos cel·lulars molt petits | Color (blau i groc)                  | Cèl·lules ganglionars estratificades | Cons         | Entre cada capa M i P: K1, K2, K3, K4, K5, K6 |                      |

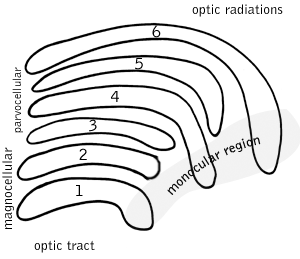
Capes del nucli geniculat lateral.

Aquest tipus de cèl·lules geniculades processen la informació visual que reben de les cèl·lules ganglionars. Les cèl·lules magnocel·lulars formen les capes M1 i M2, igual que les parvocel·lulars formen les capes P3, P4, P5, i P6. Mentre que les coniocel·lulars les trobem en la regió ventral de cada capa M i P. Cada capa de cèl·lules geniculades rep aferències d'un sol ull i d'un sol tipus de cèl·lula ganglionar.
Les cèl·lules magnocel·lulars tenen grans camps receptius monoculars centre-perifèria, és a dir, són concèntrics amb el centre encès i la perifèria apagada, per tant, depenent d'on afecte l'estímul s'excitarà (al centre) o s'inhibirà (a la perifèria) l'activitat de la cèl·lula ganglionars. Té axons grossos per transmetre el senyal a major velocitat. Responen millor a imatges grans en moviment perquè processen la profunditat i el moviment. Presenten una alta resolució temporal, una baixa resolució espacial i són acromàtiques, és a dir no diferencien el color.
Les cèl·lules parvocel·lulars tenen petits camps receptius monoculars centre-perifèria amb axons de menor diàmetre. Són més nombroses que les magnocel·lulars. Poden diferenciar estímuls detallats. Cal destacar que són sensibles al color i als detalls. Presenten una baixa resolució temporal i una alta resolució espacial.
Les cèl·lules coniocel·lulars responen al color blau.

## Ipsilateralalització i contralateralització

Recorregut de les vies visuals.

Cada nucli geniculat lateral té una representació ordenada de l'hemicamp visual contralateral. Això es deu al fet que la informació és projectada pel nervi òptic, format per axons de les cèl·lules ganglionars de la retina, i arriba al quiasma òptic, on es produeix un encreuament dels axons que venen de l'hemiretina nasal. Quan arriben al nucli geniculat del tàlem i es projecten fins a l'escorça visual estriada, la projecció del camp visual queda totalment dividida en dues meitats. Per tant:
- La retina dreta de cada ull projecta la informació de l'hemicamp visual esquerre cap al nucli geniculat lateral dret.
- La retina esquerra de cada ull projecta la informació de l'hemicamp visual dret cap al nucli geniculat lateral esquerre.
En canvi, els axons de l'hemiretina temporal no pateixen un encreuament i aquests projecten la informació de manera ipsilateral.
Quan la informació es projecta de manera contralateral, l'ull es troba en el costat oposat del cervell. Quan es projecta de manera ipsilateral, l'ull es troba en el mateix costat del cervell.
La informació des del costat contralateral (axons de la retina temporal) va fins a les capes 1, 4 i 6 del nucli geniculat lateral. Des del costat ipsilateral (axons de la retina nasal) va fins a les capes 2, 3 i 5 del nucli geniculat lateral.

## Entrades al NGL
Podríem considerar el tàlem com una central a la qual arriba informació de totes les vies sensorials (excepte l'olfactòria). Però sens dubte, en el NGL destaquem el circuit neural visual, en el qual adquireix un paper essencial: Rep les aferències de la retina, de l'escorça visual i també d'altres nuclis.
La informació de la retina pansa pels nervis òptics, creua el quiasma òptic i continua pel tracte òptic fins a arribar a un dels NGL (un en cada hemisferi).

## Sortides del NGL
La informació visual que capta l’ull fa relleu al nucli geniculat lateral fins a arribar a l'escorça visual primària o estriada (V1). La informació procedent de les cèl·lules ganglionars fa relleu en aquest nucli del tàlem i l'envia a les cèl·lules geniculades perquè finalment arribi a l'escorça visual. Hi trobem dues vies visuals paral·leles, vies retino-genículo-estriades:
- Via magnocel·lular: amb resposta transitòria i sense oponència cromàtica. La informació del tàlem projecta en la subcapa 4Cα, un nivell menys profund de l'escorça estriada. Aquesta via s'encarrega de processar informació de la localització i el moviment en l'espai.
-Via parvocel·lular: amb camps receptius de colors oponents. La informació d'aquestes cèl·lules es projecta a la subcapa 4Cß, nivell més profund de la capa IV de l'escorça estriada. Aquesta via processa informació dels contorns, el color i la textura.
Mentre que la informació de les coniocel·lulars es projecta en la capa 4A de l'escorça estriada o directament en els blobs (agrupacions de neurones que processen el color).

## Funció en la percepció visual
La nostra percepció visual conscient depèn del nucli geniculat lateral, els circuits neuronals determinen la qualitat i intensitat de les imatges que percebem. El nucli geniculat lateral constitueix el centre visual del tàlem: rep la informació directament des de la retina, la seva estructura laminar permet una organització precisa de les connexions neuronals.
Els contactes entre les neurones retinianes i les del nucli geniculat lateral són forts però escassos, la majoria dels botons sinàptics excitadors en el nucli geniculat lateral s'originen en el tronc cerebral i en l'escorça visual. Les connexions des de la retina al nucli geniculat lateral permeten la transmissió d'informació visual i augmentar la diversitat de camps receptors, les connexions no retinianes podrien millorar la resolució espacial de les imatges processades per la retina.
Només calen dues lesions de molt petit volum, centrades en els dos nuclis geniculades laterals, per eliminar totes les nostres experiències visuals conscients.
El nucli geniculat lateral és el nucli talàmic de primer ordre encarregat de processar la informació visual, a ell arriben directament els senyals de la retina i d'ell surten senyals a l'escorça visual primària, que és l'estació cortical visual de menor jerarquia. En humans com en primats superiors, s'ha demostrat que les neurones del nucli geniculat lateral augmenten la seva activitat quan l'individu presta atenció a un objecte que està dins del seu camp receptiu, encara que no tingui la mirada fixa en ell. Quan el subjecte deixa de prestar atenció a un objecte en el seu camp visual, l'activitat de les neurones del nucli geniculat lateral disminueix.